# Liaison ferroviaire aéroportuaire de Soekarno-Hatta
La liaison ferroviaire aéroportuaire Soekarno-Hatta Railink (en indonésien : KRL Commuter Line Bandara Soekarno-Hatta) est un service de liaison ferroviaire entre l'aéroport international Soekarno-Hatta de Jakarta, la capitale de l'Indonésie, et le centre-ville. Elle a été construite pour réduire le temps de trajet, car les routes reliant l'aéroport et le centre-ville sont fréquemment touchées par les embouteillages et les inondations.
Actuellement, elle est opérationnelle entre la gare Bandara Soekarno-Hatta et la gare BNI City (anciennement gare Sudirman Baru). Un service express en est encore au stade de la planification.
C'est la deuxième liaison ferroviaire aéroportuaire en Indonésie reliant les passagers entre le centre-ville et l’aéroport, après celle entre l'aéroport international de Kualanamu de Medan, la capitale de la province de Sumatra du Nord.

## Contexte
L’idée de développer cette liaison est apparue dans les années 90. Toutefois, le plan du projet n'a été officiellement consolidé qu'en 2011 avec la publication d'un règlement présidentiel chargeant PT Angkasa Pura II et PT Kereta Api Indonesia de mener à bien le projet conjointement. Ce projet a connu de longs revers en raison d'un problème de réquisition de terrains controversé pour la construction de la nouvelle voie ferrée et de fréquents changements de plans. La ligne a été inaugurée entre les gares Bandara Soekarno-Hatta et BNI City le 26 décembre 2017 et inauguré officiellement le 2 janvier 2018.
Au début, ce projet avait été conçu pour ne relier que la gare de Manggarai dans le sud de Jakarta et une gare à Tangerang. Un agrandissement pour relier la gare de Jakarta Kota à Jakarta Ouest a été annoncé en 2017,, mais n'était pas opérationnel en mars 2019. Il est prévu d'exploiter les services de Kota via les gares de Kampung Bandan et Duri sur la voie existante.

## Route
Il y a une ligne existante de 24 km reliant Manggarai à la gare de Batuceper. 12 km de nouvelles voies ont été construites entre Batuceper et l'aéroport. À Duri, les trains font demi-tour.
Les passagers peuvent prendre le train à partir de six gares : Kota, Manggarai, BNI City, Duri, Batuceper et Bandara Soekarno-Hatta. Deux nouvelles gares ferroviaires, Bandara Soekarno-Hatta et BNI City, ont été récemment construites, tandis que d'autres ont été rénovées pour desservir les passagers de l'aéroport.
Le 19 juin 2018, le service a été étendu à la gare de Bekasi, desservant Bekasi, une ville satellite située à l'est de Jakarta.

## Gares
Les gares de la liaison sont:
- Bekasi (service limité)
- Manggarai (pas encore ouvert)
- BNI City (Sudirman Baru)
- Duri
- Batuceper
- Bandara Soekarno-Hatta.

La gare de Manggarai étant en cours de rénovation, la gare de BNI City est utilisée comme terminus temporaire pour le centre-ville. Manggarai devrait être opérationnelle d’ici 2019 et remplacera la station BNI City en tant que terminus.

## Opérations et horaires
Le trajet entre BNI City et l’aéroport international Soekarno – Hatta dure environ 54 minutes. Chaque rame peut transporter jusqu'à 272 passagers et desservir environ 5 000 passagers avec 80 trajets quotidiens. Cependant, en janvier 2019, l'achalandage n'avait pas répondu aux attentes, le service ne fonctionnant qu'à environ 30% de sa capacité.
En mars 2019, un train circule toutes les 30 minutes dans les deux sens, de 4h51 à 21h51 de BNI City et de 6h20 à 23h20 de Soekarno-Hatta. Le trajet dure environ 48 minutes et il y a également trois allers-retours quotidiens vers Bekasi.
Le prix du billet pour chaque trajet est de 70 000 IDR (soit environ 5 USD). Bien que le prix initial pour chaque trajet ait été fixé initialement à 100 000 IDR, l'analyse gouvernementale a recommandé un prix inférieur, craignant que ce prix n'ait été trop coûteux pour les consommateurs. Les passagers ne peuvent réserver des billets de train qu'avec des cartes de crédit et de débit, ainsi que de l'argent électronique via l'application Railink disponible pour les smartphones ou les distributeurs automatiques dans les gares.

## Skytrain

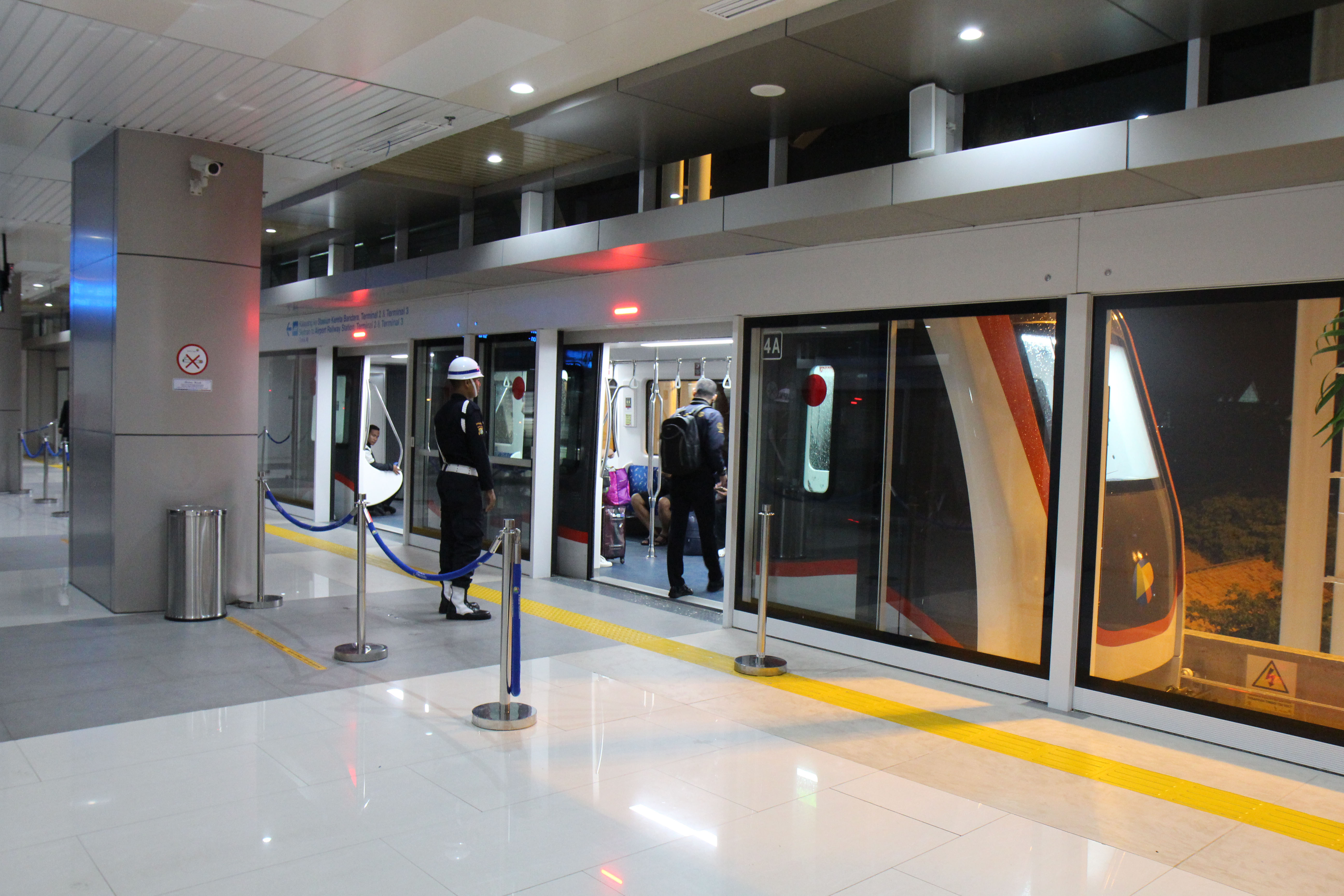
Un service de navette Skytrain automatisé relie la gare Bandar Soekarno-Hatta aux terminaux de l'aéroport international Soekarno-Hatta.

La navette Skytrain (en indonésien : Kereta Api Layang (Kalayang)) est un système interne de 3,05 kilomètres reliant gratuitement les terminaux de Soekarno-Hatta et la gare de l'aéroport. Skytrain prend 5 minutes d'un terminal à l'autre, avec 7 minutes pour aller du terminal 2 au terminal 3,.
La navette est intégrée à la gare Bandara Soekarno-Hatta, depuis laquelle les passagers peuvent facilement se rendre au centre-ville de Jakarta en train et en revenir. Le programme d’exploitation de Skytrain est accessible en ligne et via le site Web Indonesia Airport et son application pour smartphone. Skytrain est opérationnel depuis le 17 septembre 2017.

## Liaison ferroviaire express aéroportuaire proposée entre Soekarno et Halim Perdanakusuma
Un service de train express est actuellement en phase de planification pour relier l'aéroport international Soekarno – Hatta à l'aéroport Halim Perdanakusuma dans l'est de Jakarta. L'achèvement de cette ligne devrait être achevé au plus tôt en 2019. Au début, ce projet devait uniquement être construit sur 33 km ligne express entre la gare de Manggarai et Soekarno – Hatta via Angke et Pluit, qui constituerait un projet de partenariat public-privé,. Plus tard, la route a été prolongée de Manggarai à Halim Perdanakusuma. Le projet de 33 kilomètres pour une ligne Halim-Cawang-Manggarai-Tanah Abang-Sudirman-Pluit-Soekarno-Hatta aérogares 2 et 3 a été proposé pour inclure une combinaison de voies surface-sous-sol-surélevées. Le train express devrait prendre 30 minutes pour relier les deux principaux aéroports desservant la région du Grand Jakarta,.